# Малый Кучаж
Малый Кучаж — река в России, протекает по Слободо-Туринскому району Свердловской области, Тюменской области. Устье реки находится в 1,2 км по правому берегу реки Большой Кучаж. Длина реки составляет 11 км.
Система водного объекта: Большой Кучаж → Тегень → Тура → Тобол → Иртыш → Обь → Карское море.

## Данные водного реестра
По данным государственного водного реестра России относится к Иртышскому бассейновому округу, водохозяйственный участок реки — Тура от впадения реки Тагил и до устья, без рек Тагил, Ница и Пышма, речной подбассейн реки — Тобол. Речной бассейн реки — Иртыш.
Код объекта в государственном водном реестре — 14010502312111200007494.